# ISIS (Satelliten)
ISIS I und II (International Satellites for Ionospheric Studies) waren kanadische Forschungssatelliten, deren Aufgabe es war, die Ionosphäre zu untersuchen, ein Gebiet der oberen Atmosphäre, in dem auch viele zukünftige Satelliten platziert werden würden. Die ISIS-Satelliten waren Nachfolgersatelliten der Missionen Alouette I und II. Die Satelliten wurden von RCA Victor of Montreal gebaut.

## ISIS I
ISIS I startete am 30. Januar 1969 mit einer Delta-Rakete von der Vandenberg Air Force Base in Kalifornien ins All. Kanada nutzte den Satelliten bis zum 13. März 1984. Aufgrund von Nutzungsvereinbarungen zwischen Japan und Kanada nutzen die Japaner den Satelliten bis 1990.
Wie die Alouette-Satelliten verfügte ISIS über ein komplexes Navigationssystem und einen Datenspeicher, auf dem wichtige Forschungsergebnisse zwischengespeichert wurden, wenn sich der Satellit über der gegenüberliegenden Erdhalbkugel befand und kein Kontakt möglich war. Diese Daten wurden dann von Bodenstationen in Kanada abgerufen, sobald sich der Satellit wieder über Kanada befand. Einige Ergebnisse wurden nicht aufgezeichnet, dies wurde jedoch ausgeglichen, indem die Daten direkt an andere Stationen gesendet wurden. Der Satellit führte zehn wissenschaftliche Experimente durch.

## ISIS II
ISIS II startete am 1. April 1971 mit einer Delta-Rakete von der Vandenberg Air Force Base in Kalifornien ins All. Aufgrund von Budgeteinschränkungen entsprach die Ausstattung des Satelliten genau der von ISIS I. Der wesentliche Unterschied zwischen den Satelliten war, dass ISIS II Fotoaufnahmen machen konnte. Somit konnte zum ersten Mal die Entstehung von Polarlichtern aus dem Weltraum beobachtet werden.